# Вакутайнер

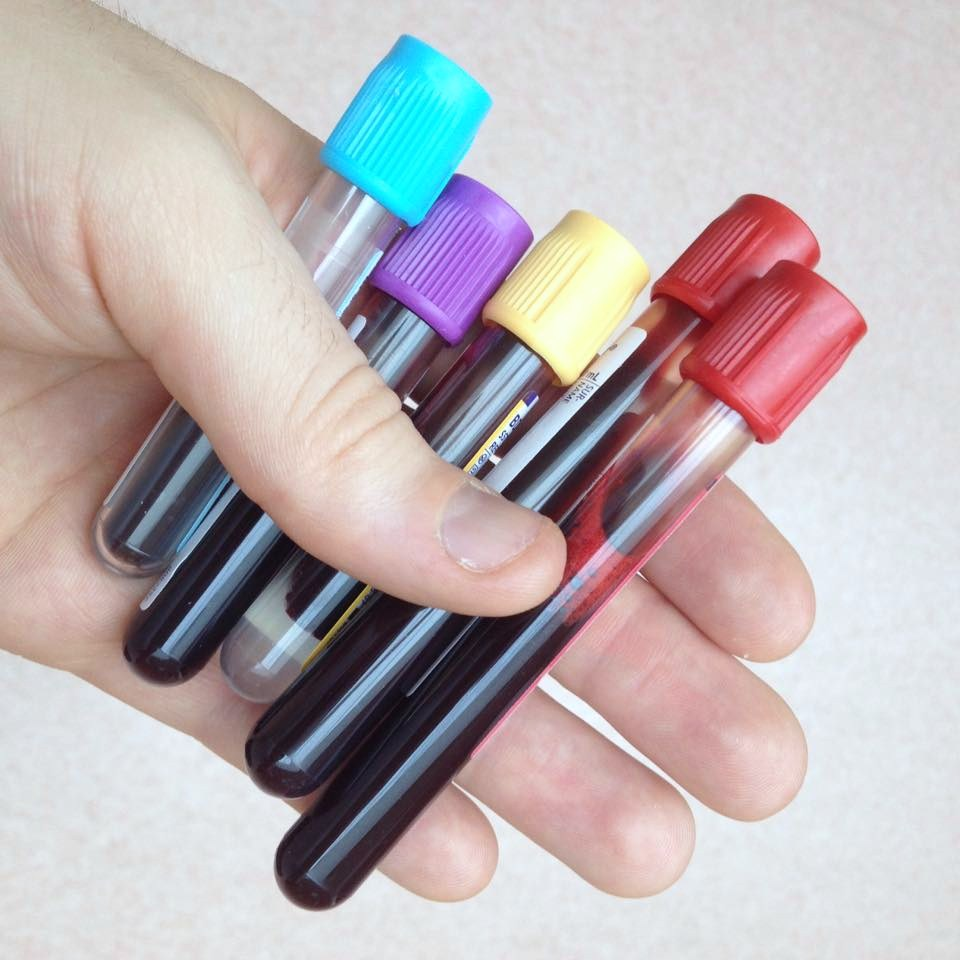
Пробірки вакутайнер з кров'ю

Вакутайнер (інколи вакутейнер, англ. vacutainer) — одноразовий стерильний медичний виріб, призначено для забору венозної крові.
Закрита трьох елементна вакуумна система, яка складається зі стерильної двосторонньої голки з безпечним клапаном для забору рідких біоматеріалів, одноразового утримувача та стерильних вакуумних пробірок. Більша частина пробірок виготовляється з чистого, безлатексного поліетилентерефталату (ПЕТ) та можуть включати різні реагенти для стабілізації та збереження біоматеріалів до тестування.

## Історія
Вакутайнер запатентований Джозефом Клейнером та компанією Бектон Дікінсон (Becton Dickinson International) (США) в 1949 році.

## Будова
1. Стерильна пробірка вакутайнер (у середині з від'ємним тиском щодо атмосферного повітря; може містити також певні речовини, що чинять дію на кров)
2. Утримувач голки:
  -  — різьбовий (типу Люєр)
  -  — «Засувка»
3. Голка одноразова (двобічна, з клапаном): в контейнері, в однобічній «засувці»
  -  — різьбова (типу Люєр)
  -  — замок «Засувка»

Голки виготовлені з металу; контейнери, з'єднання, пробірки і кришки на пробірках з пластика; захист «задньої» частини голки та корки з гуми. Для деяких автоматичних систем аналізу, спеціально виготовляють пробірки із скла.

## Застосування
Застосовують для забору крові при різноманітних аналізах та обстеженнях, забір крові у декілька вакутайнерів без необхідності повторного введення голки в судину, оптимальні умови для транспортування крові, високий рівень безпеки для медичного персоналу та пацієнтів, простоту подальшого маркування пробірок за допомогою індивідуальних штрих-кодів[джерело?], а також виключає імовірність контакту взятої крові з навколишнім середовищем.
Можна виділити: максимально можлива чистота забору, уникнення різних видів контакту із кров'ю, чіткий контроль об'єму забору, зменшення ризику помилки (пробірки мають різнобарвні наклейки та пробки з мітками рівня), хороші можливості щодо транспортування та тимчасового зберігання.

## Принцип дії
Спочатку роблять прокол вени голкою, яка переходить в напівпрозорий ковпачок. Голка двостороння, другий кінець якої вкритий безпечним ковпачком. Коли пробірка виштовхується вниз в ковпачок, протилежна сторона голки пробиває гумовий ковпачок і різниця тисків між об'ємом крові та вакуумною пробіркою втягує кров. Можна забрати пробірку, а на її місце поставити іншу. Таким же чином провести забір крові ще раз. Важливо забрати пробірку перед витягуванням голки, тому що там все ще може бути різниця тисків, а це може спричинити біль при витягуванні.[джерело?]

## Види
| Колір корка пробірки або тип                    | Вміст                                                                             | Застосування та коментарі |
| ----------------------------------------------- | --------------------------------------------------------------------------------- | --- |
| Пробірка «культури» крові                       | Поліанетолсульфонат натрію (антикоагулянт) і середовище для росту мікроорганізмів | Зазвичай вибираються першими для мінімального ризику контамінації. За один забір крові зазвичай беруть дві пробірки; одна для аеробних організмів і одна для анаеробних організмів         |
| Блакитний                                       | Цитрат натрію (антикоагулянт)                                                     | Коагуляційні тести, такі як протромбіновий час (ПЧ), частковий тромбопластиновий час (ЧПЧ) і тромбіновий час (ТЧ). Пробірка повинна бути заповнена на 100 %.                               |
| Звичайний червоний                              | без додаткового вмісту                                                            | Сироватка: загальна активність комплементу, кріоглобуліни |
| Золотий (іноді червоний і сірий «тигровий топ») | Активатор згустку та гель, що відокремлює сироватку                               | Пробірка для виділення сироватки: перевертання та струшування пробірки запобігають згортанню крові. Більшість хімічних, ендокринних та серологічних тестів, включно з гепатитом та ВІЛ-ом. |
| Темно-зелений                                   | Гепарин натрію (антикоагулянт)                                                    | Тестування хромосом, HLA-типування, аміак, лактат |
| Зелена м'ята                                    | Літій гепарин (антикоагулянт)                                                     | Плазма крові. Перевертання та струшування пробірки запобігають згортанню крові. |
| Лавандовий («фіолетовий»)                       | ЕДТА (хелятор/антикоагулянт)                                                      | Цільна кров: ЗАК, ШОЕ, Тест Кумбса, антитіла тромбоцитів, проточна цитометрія, рівні такролімусу та циклоспорину в крові                                                                   |
| Рожевий                                         | ЕДТА (хелятор/антикоагулянт)                                                      | Тип крові та перехресне зіставлення, прямий тест Кумбса, вірусне навантаження на ВІЛ |
| Королівський синій                              | ЕДТА (хелятор/антикоагулянт)                                                      | Мікроелементи, важкі метали, більшість медикаментів, токсини |
| Жовтувато-коричневий («засмага»)                | ЕДТА (хелятор/антикоагулянт)                                                      | Свинець |

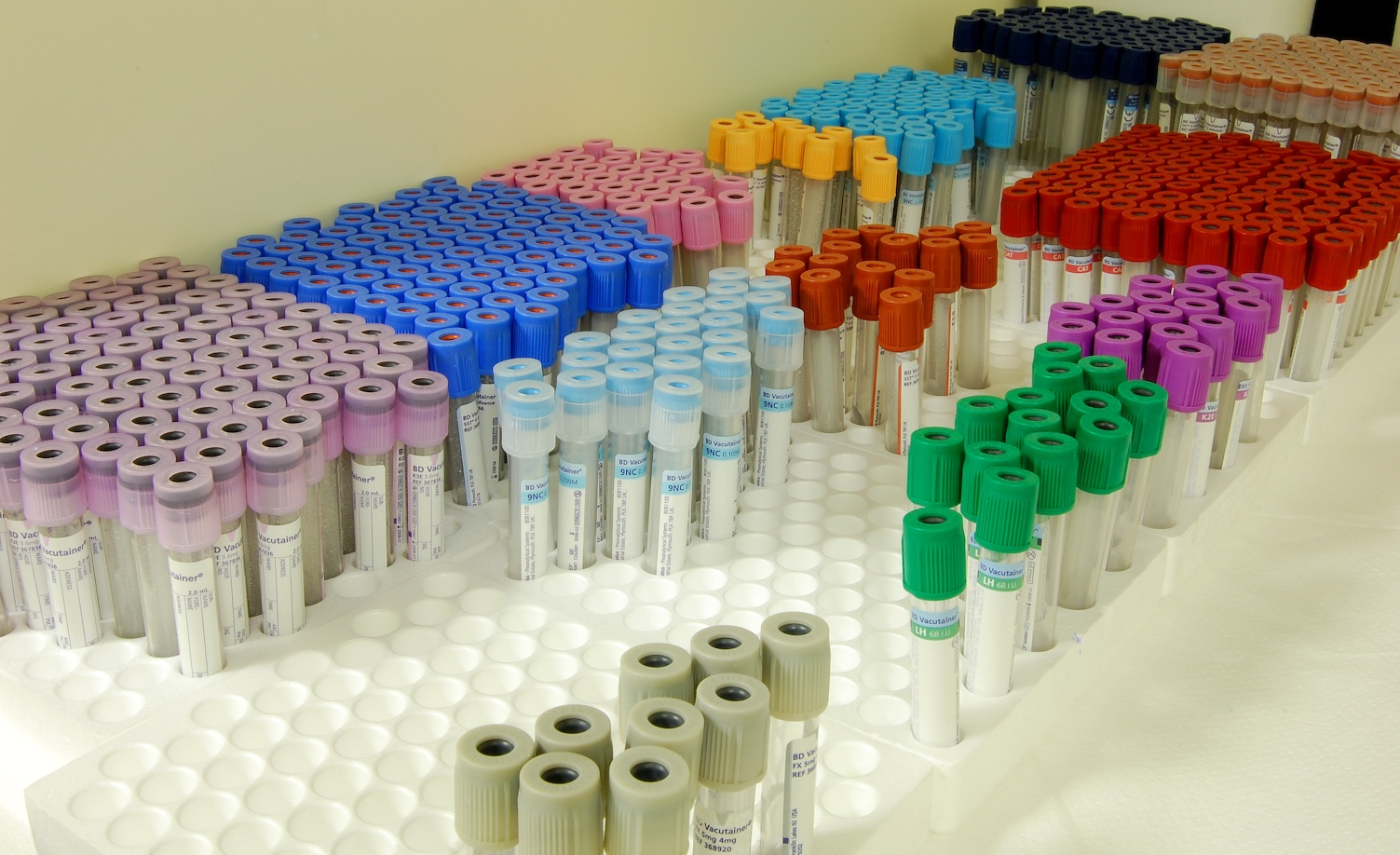
Зображення пробірок вакутайнер з різним забарвленням «шапочок» корків

| Сірий                                           | - Фторид натрію (інгібітор гліколізу) - Оксалат калію (антикоагулянт)             | Глюкозний тест, лактат |
| Жовтий                                          | Кислота-цитрат-декстроза А (антикоагулянт)                                        | Типування тканин, дослідження: ДНК, ВІЛ культур |
| Перлина («білий»)                               | Розділювальний гель, куб і (K2)ЕДТА                                               | ПЛР для аденовірусів, токсоплазми та HHV-6 |

Крім того пробірки можуть мати різні розміри
Діаметр (мм) х Довжина (мм):
- 8 х 100
- 13 х 75
- 13 х 100
- 13 х 125
- 16 х 75[15]
- 16 х 100
- 16 х 125

відповідно загальний об'єм вакутейнер пробірки може бути:
- 2,7 мл
- 4 мл
- 4,5 мл
- 8 мл